# Erich Hochleitner
Erich Hochleitner (* 24. Juli 1930 in Wien; † 15. Oktober 2019) war ein österreichischer Diplomat, Publizist und Berater im Feld der europäischen Sicherheitspolitik.

## Leben
Erich Hochleitner wurde 1930 in Wien geboren und studierte nach der Reifeprüfung 1948 am Lycée Francais Fulpmes in Wien Rechtswissenschaften und in Stanford Wirtschaftswissenschaften.
Nach seiner Aufnahme in den Diplomatischen Dienst der Republik Österreich 1956 war er im Völkerrechtsbüro im Außenamt sowie den österreichischen Vertretungen in Kairo und Brüssel tätig, ehe er 1964 für eine vierjährige Tätigkeit ins Wirtschaftsministerium wechselte.
In den auswärtigen Dienst zurückgekehrt, vertrat er Österreichs Interessen in London, während der KSZE-Konferenz in Genf, als Botschafter in Lissabon und Brüssel und in Folge ständiger Vertreter vor den Behörden der WEU und der NATO.
Nach seiner Pensionierung im Jahr 1996 leitete er das Österreichische Institut für Europäische Sicherheitspolitik (ÖIES, heute AIES) im Schloss Hunyadi in Maria Enzersdorf. Weiters hatte er einen Lehrauftrag im Rahmen des Studiengangs zur Europäischen Integration an der Donau-Universität Krems.
Ab 1952 war er Mitglied der katholischen Studentenverbindung KÖHV Nordgau Wien im ÖCV.

## Auszeichnungen
- 1984: Großkreuz des Ordens des Infanten Dom Henrique[4]
- 1995: Großes Goldenes Ehrenzeichen für Verdienste um die Republik Österreich[5]